# بوبي كالدويل (ملحن)
بوبي كالدويل (بالإنجليزية: Bobby Caldwell)‏ هو عازف جاز وملحن ومغن مؤلف أمريكي، ولد في 15 أغسطس 1951 في مانهاتن في الولايات المتحدة.

## وصلات خارجية
- الموقع الرسمي
- بوبي كالدويل على موقع IMDb (الإنجليزية)
- بوبي كالدويل على موقع ميوزك برينز (الإنجليزية)
- بوبي كالدويل على موقع إن إن دي بي (الإنجليزية)
- بوبي كالدويل على موقع أول ميوزيك (الإنجليزية)
- بوبي كالدويل على موقع ديسكوغز (الإنجليزية)